# Nationale Slotwedstrijden
De Nationale Slotwedstrijden zijn sinds 1975 een jaarlijkse Roeiregatta in Nederland voor voornamelijk studenten en deze worden jaarlijks georganiseerd door een van de lidverenigingen van de Nederlandse Studenten Roei Federatie in combinatie met de NSRF zelf. Binnen de Studentenfederatie is hiervoor de Slotwedstrijdencommissie opgericht.
De wedstrijd gaat jaarlijks door tijdens de eerste zaterdag en zondag van juli op de Willem Alexander Baan te Zevenhuizen, dicht bij Rotterdam.
Binnen de organisatie van de Slotwedstrijden is de NSRF verantwoordelijk voor het wedstrijdverloop en de medeorganiserende vereniging voor het soms kleurrijk gebeuren langs de baan.  Verscheidenheid aan wedstrijdniveaus is kenmerkend.
Men kan er eerstejaars en zogenaamde freshmen - en women aan het werk zien, internationale toppers en ook onderling gemengde ploegen. Er zijn enkele juniores - wedstrijden opgenomen in het programma.
Deelnames van het in opbouw zijnde
Studentenroeien in Vlaanderen uit België en andere landen komen voor.
Het niveau 'Ervaren' bij het NOOC (Competitieroeien) is ongeveer vergelijkbaar met het niveau 'Beginneling' bij NSRF (Wedstrijdroeien), al is er overlapping. NSRF en NOOC werken samen.